# Onthophagus unifasciatus
Onthophagus unifasciatus es una especie de insecto del género Onthophagus, familia Scarabaeidae, orden Coleoptera.
Fue descrita científicamente por Schaller en 1783.